# Simon Kooper (Clan)

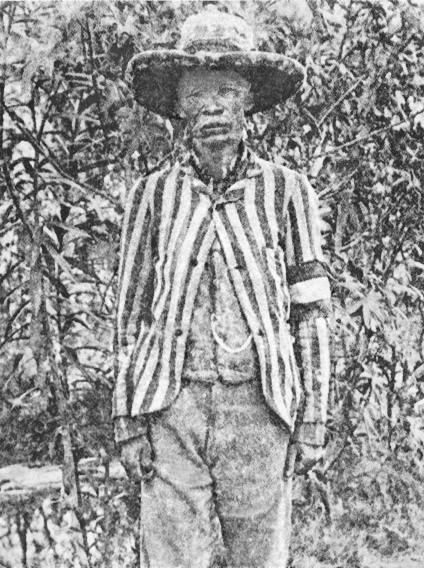
Simon Kooper (vor 1905)

Die Simon Kooper, auch als Fransman-Nama bezeichnet,  eigentlich ǃKhara-Khoe ǁAesKlicklaut bzw. ǃKhara-Khoen, sind ein Clan der Nama in Namibia. Sie haben ihren traditionellen Sitz in Amber-Po bei Gochas. Die Simon Kooper werden von einem Kaptein, dem Gaob, als traditionellem Führer der traditionellen Verwaltung geführt. Dies ist seit dem 30. Januar 2016 Dawid Hanse.
Die Gemeinschaft ist nach Simon Kooper benannt, der sein Volk in den Aufstand der Herero und Nama gegen die Schutztruppe in Deutsch-Südwestafrika führte.
Heute (Stand 2019) umfasst diese etwa 4000 Mitglieder, die vor allem auch um Aranos und Stampriet sowie vereinzelt in Botswana leben.